# Europees kampioenschap waterpolo vrouwen 2010
Het 13e Europees kampioenschap waterpolo voor vrouwen vond plaats van 31 augustus tot 10 september 2010 in Zagreb, Kroatië. Acht landenteams namen deel aan het toernooi. Rusland verdedigde met succes de titel en werd voor de derde maal Europees kampioen. Nederland eindigde op de derde plaats.

## Voorronde
|  | Groepswinnaar naar Halve finales        |
|  | Nummers 2 & 3 naar Kwartfinales         |
|  | Nummers 4 naar Wedstrijd om 7/8e plaats |

### Groep A
| Datum       | Land        | Land        | Uitslag | Periode            |
| ----------- | ----------- | ----------- | ------- | ------------------ |
| 31 augustus | Kroatië     | Rusland     | 3 - 28  | (0-8,0-4,1-11,2-5) |
| 31 augustus | Griekenland | Italië      | 7 - 5   | (2-1,0-3,2-0,3-1)  |
| 2 september | Griekenland | Rusland     | 7 - 7   | (1-2,3-4,2-0,1-1)  |
| 2 september | Kroatië     | Italië      | 3 - 22  | (0-6,1-5,0-7,2-4)  |
| 4 september | Kroatië     | Griekenland | 4 - 29  | (2-7,0-7,1-7,1-8)  |
| 4 september | Rusland     | Italië      | 12 - 12 | (1-5,5-0,2-1,4-6)  |

| Groep A |             |             |             |             |             |            |            |            |        |
| #       | Land        | Wedstrijden | Wedstrijden | Wedstrijden | Wedstrijden | Doelpunten | Doelpunten | Doelpunten | Punten |
| #       | Land        | G           | W           | G           | V           | V          | T          | Saldo      | Punten |
| 1       | Griekenland | 3           | 2           | 1           | 0           | 43         | 16         | +27        | 7      |
| 2       | Rusland     | 3           | 1           | 2           | 0           | 47         | 22         | +25        | 5      |
| 3       | Italië      | 3           | 1           | 1           | 1           | 39         | 22         | +17        | 4      |
| 4       | Kroatië     | 3           | 0           | 0           | 3           | 10         | 79         | -69        | 0      |

### Groep B
| Datum       | Land      | Land      | Uitslag | Periode           |
| ----------- | --------- | --------- | ------- | ----------------- |
| 31 augustus | Spanje    | Duitsland | 12 - 10 | (3-2,5-2,3-4,1-2) |
| 31 augustus | Nederland | Hongarije | 8 - 9   | (2-3,0-1,1-3,5-2) |
| 2 september | Nederland | Duitsland | 17 - 10 | (5-1,6-6,2-2,4-1) |
| 2 september | Spanje    | Hongarije | 13 - 10 | (3-3,3-2,5-2,2-3) |
| 4 september | Spanje    | Nederland | 7 - 8   | (2-4,1-3,1-0,3-1) |
| 4 september | Duitsland | Hongarije | 10 - 10 | (4-3,3-2,2-1,2-4) |

| Groep B |           |             |             |             |             |            |            |            |        |
| #       | Land      | Wedstrijden | Wedstrijden | Wedstrijden | Wedstrijden | Doelpunten | Doelpunten | Doelpunten | Punten |
| #       | Land      | G           | W           | G           | V           | V          | T          | Saldo      | Punten |
| 1       | Nederland | 3           | 2           | 0           | 1           | 33         | 26         | +7         | 6      |
| 2       | Spanje    | 3           | 2           | 0           | 1           | 32         | 28         | +4         | 6      |
| 3       | Hongarije | 3           | 1           | 1           | 1           | 29         | 31         | -2         | 4      |
| 4       | Duitsland | 3           | 0           | 1           | 2           | 30         | 39         | -9         | 1      |

## Kwartfinales
| Datum       | Land    | Land      | Uitslag | Periode           |
| ----------- | ------- | --------- | ------- | ----------------- |
| 6 september | Rusland | Hongarije | 12 - 9  | (3-2,4-2,4-2,1-2) |
| 6 september | Spanje  | Italië    | 9 - 10  | (2-3,2-3,4-3,1-1) |

## Halve finales
| Datum       | Land    | Land        | Uitslag | Periode           |
| ----------- | ------- | ----------- | ------- | ----------------- |
| 8 september | Italië  | Griekenland | 5 - 10  | (0-3,2-4,2-1,1-2) |
| 8 september | Rusland | Nederland   | 10 - 7  | (3-1,3-3,2-1,2-2) |

## Plaatsingsronde

### 7e/8e plaats
| Datum       | Land    | Land      | Uitslag | Periode           |
| ----------- | ------- | --------- | ------- | ----------------- |
| 6 september | Kroatië | Duitsland | 7 - 23  | (2-7,1-6,3-4,1-6) |

### 5e/6e plaats
| Datum       | Land      | Land   | Uitslag | Periode           |
| ----------- | --------- | ------ | ------- | ----------------- |
| 8 september | Hongarije | Spanje | 10 - 7  | (3-0,2-4,3-2,2-1) |

## Bronzen Finale
| Datum        | Land   | Land      | Uitslag | Periode           |
| ------------ | ------ | --------- | ------- | ----------------- |
| 10 september | Italië | Nederland | 12 - 14 | (1-5,4-3,3-3,4-3) |

## Finale
| Datum        | Land        | Land    | Uitslag | Periode           |
| ------------ | ----------- | ------- | ------- | ----------------- |
| 10 september | Griekenland | Rusland | 6 - 11  | (1-3,3-3,1-2,1-3) |

## Eindrangschikking
| Goud   | Rusland     |
| Zilver | Griekenland |
| Brons  | Nederland   |
| 4      | Italië      |
| 5      | Hongarije   |
| 6      | Spanje      |
| 7      | Duitsland   |
| 8      | Kroatië     |

| Europees kampioen 2010 · Rusland · 3e titel Selectie: Evgenia Protsenko, Nadezda Glyzina, Ekaterina Prokofyeva, Sofja Konukh, Evgenia Pustynnikova, Natalia Ryzhova-Alenicheva, Ekaterina Tankeeva, Evgenia Soboleva, Alexandra Antonova, Olga Belyaeva, Evgenia Ivanova, Yulia Gaufler en Maria Kovtubovskaya. · Bondscoach: Aleksandr Kabanov. |

Europees kampioenschap waterpolo mannen

1926 · 
1927 · 
1931 · 
1934 · 
1938 · 
1947 · 
1950 · 
1954 · 
1958 · 
1962 · 
1966 · 
1970 · 
1974 · 
1977 · 
1981 · 
1983 · 
1985 · 
1987 · 
1989 · 
1991 · 
1993 · 
1995 · 
1997 · 
1999 · 
2001 · 
2003 · 
2006 · 
2008 · 
2010 · 
2012 · 
2014 · 
2016 · 
2018 · 
2020 · 
2022 · 
2024
Europees kampioenschap waterpolo vrouwen

1985 · 
1987 · 
1989 · 
1991 · 
1993 · 
1995 · 
1997 · 
1999 · 
2001 · 
2003 · 
2006 · 
2008 · 
2010 · 
2012 · 
2014 · 
2016 · 
2018 · 
2020 · 
2022 · 
2024